# Josef Schmitzberger
Josef Schmitzberger, né à Munich en 1851 et y décédé en 1940, est un peintre bavarois.

## Biographie
Le 5 avril 1868, il entre à l'Académie des beaux-arts de Munich. Il est l’élève de Karl Otto. Pendant plus de 50 ans, il est membre de l'Association des artistes munichois. Il est connu comme peintre animalier et paysagiste.
Au château de Herrenchiemsee, il réalise des peintures d’animaux pour le plafond du salon bleu.

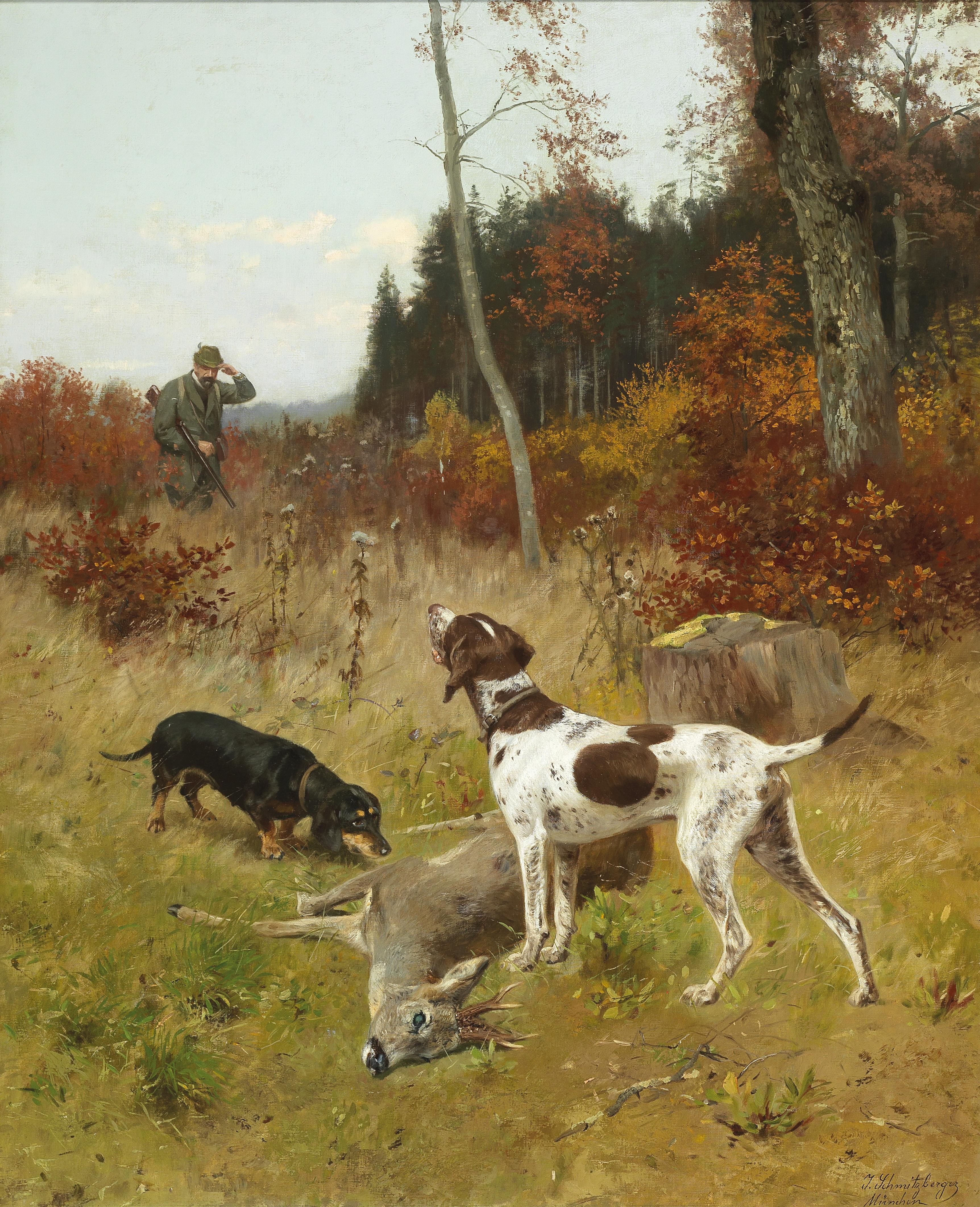
Josef Schmitzberger Erfolgreiche Jagd
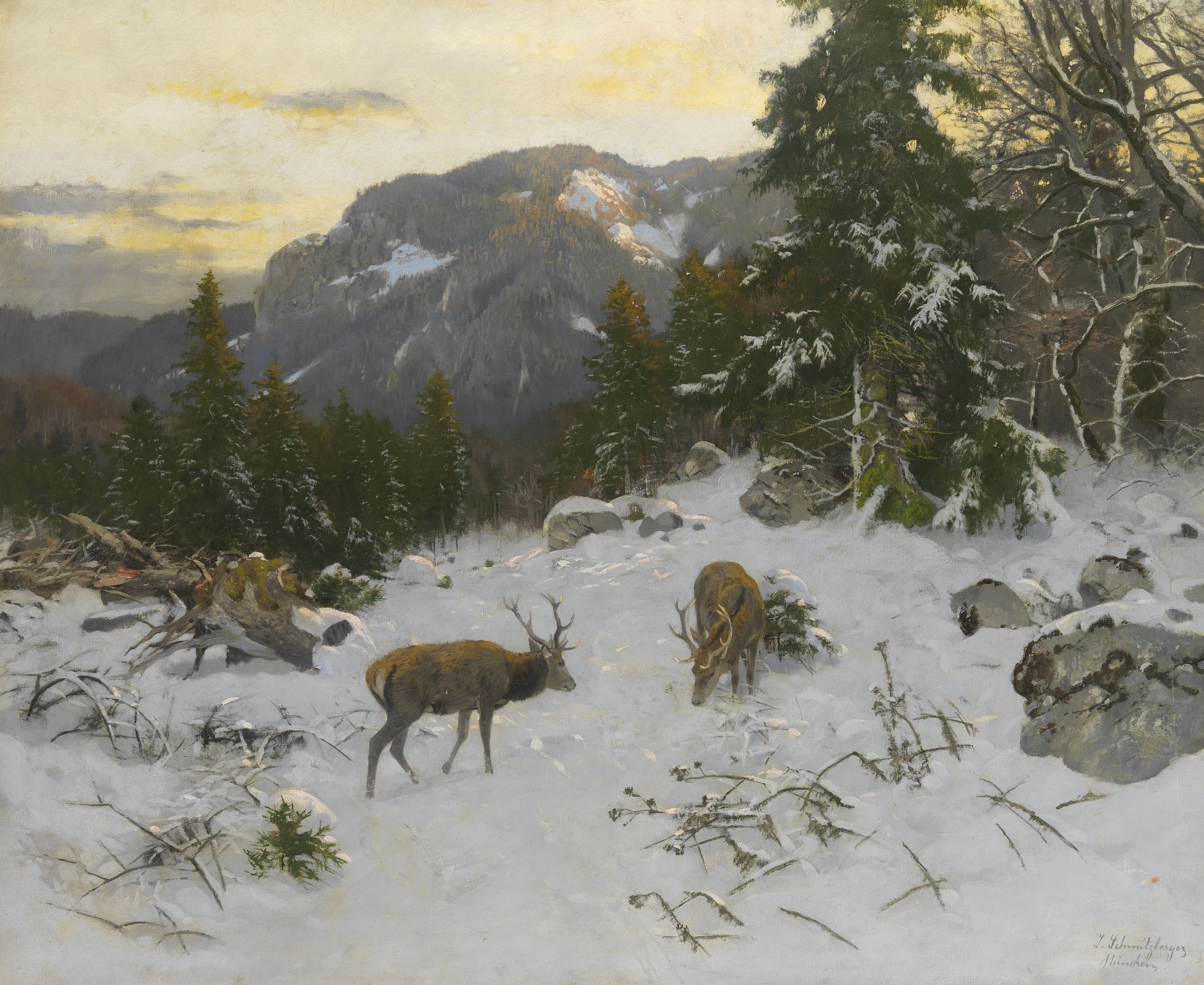
Josef Schmitzberger Hirsche im winterlichen Gebirge ca1900
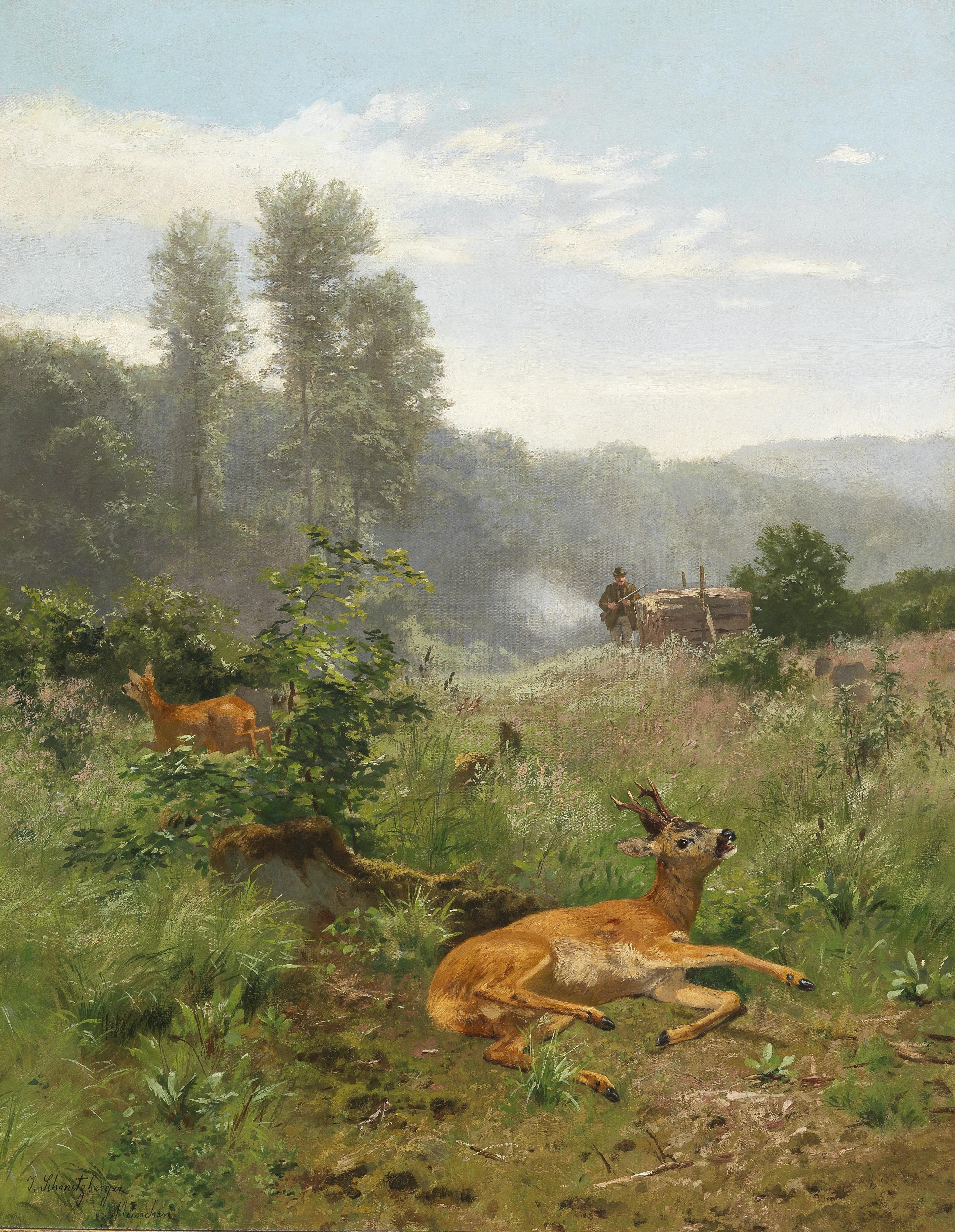
Josef Schmitzberger Rotwildjagd